# Eugene Ormandy
Eugene Ormandy (Budapeste, 18 de novembro de 1899 – Filadélfia, 12 de março de 1985) foi um eminente maestro e violinista. Foi diretor durante mais de 40 anos da Orquestra de Filadélfia.
Nascido Jenõ Blau em Budapeste, Hungria. Ormandy começou a estudar violino na Academia Real de Música Nacional Húngara (atual Academia de Música Franz Liszt) aos cinco anos de idade.  Ele realizou seu primeiro concerto como violinista aos sete anos de idade e se graduou aos quatorze. Em 1920, ele graduou-se em filosofia na universidade. Em 1921 mudou para os Estados Unidos. Nesse período, Blau mudou seu nome para "Eugene Ormandy"; "Eugene" é a versão em língua inglesa do nome "Jenő". Trabalhou como violinista na Orquestra do Teatro Capitol em Nova Iorque. Ele tornou-se o concertmaster após cinco dias e tornou-se maestro do grupo. Ormandy fez 16 gravações como violinista entre 1923 e 1929.

## Carreira

### Orquestra Sinfônica de Minneapolis
Ormandy trabalhou na Orquestra Sinfônica de Minneapolis (atual Orquestra de Minnesota) entre 1931 até 1936. Durante a Grande Depressão a RCA Victor contratou Ormandy e a Sinfônica de Minneapolis para muitas gravações, entre 16 de janeiro de 1934 e 16 de janeiro de 1935.

### Orquestra de Filadélfia
Ormandy ficou na Orquestra de Filadélfia durante quarenta e quatro anos, começando em 1936. Dois anos após ser apontado como associado ao maestro Leopold Stokowski ele se tornou o diretor musical (Stokowski continuou a conduzir a Orquestra de Filadélfia até 1941, ele retornou como maestro convidado em 1960). Como diretor musical, Ormandy conduziu entre cem e cento e oitenta concertos por ano. Depois de sua retirada em 1980, foi nomeado Maestro Laureado.
Com a Orquestra de Filadélfia fez estreias nos Estados Unidos de trabalhos de Samuel Barber, Paul Creston, David Diamond, Howard Hanson, Walter Piston, Ned Rorem, William Schuman, Roger Sessions, Virgil Thompson e Richard Yardumian.
Ormandy morreu em Filadélfia em 12 de março de 1985, devido a pneumonia.

### Aparições como Convidado
Ele também apareceu como maestro convidado em muitas outras orquestras. Em Novembro de 1966 ele conduziu a Sinfonia n.º 9 de Antonín Dvorák com a Orquestra Sinfônica de Londres. Em dezembro de 1950 dirigiu Die Fledermaus de Johann Strauss II no Metropolitan Opera. Em 1978 conduziu a Filarmônica de Nova Iorque na performance do Concerto para Piano n.º 3 de Rachmaninoff.

## Prêmios e Honras
- Medalha Presidencial da Liberdade, 1970
- Prêmio ao Mérito da Universidade da Pensilvânia, 1972
- Cavaleiro do Império Britânico, 1976
- Prêmio Ditson de Maestro, 1977
- Centro de Honras Kennedy, 1982
- Medalha Sanford da Universidade Yale

## Gravações Notáveis
- Bartók - Concerto para Piano n.º 3 (com György Sándor, 1946, Columbia Masterworks, re-edição em CD em 2002 pela Pearl)
- Debussy - La damoiselle élue (1947, Sony/Masterworks Heritage, com Bidu Sayão e Rosalind Nadell
- Delius - Obra orquestral (1961-1962, Sony, inclui Brigg Fair, Dance Rhapsody No. 2, e On Hearing the First Cuckoo in Spring)
- Holst - Os Planetas (1975, RCA)
- Liszt - Concerto para Piano n.º1 (1952, Sony/Grand Répertoire, com Claudio Arrau) (gravado num único take)
- Mahler - Sinfonia n.º 10 arr. anterior de Deryck Cooke (1965, Sony/Masterworks Portrait)
- Carl Orff - Carmina Burana (1960, Sony)
- Prokofiev - Sinfonia n.º 5 (1957, Sony)
- Prokofiev - Symphony No. 6 (1961, Columbia Masterworks, not yet available on CD)
- Rachmaninoff - Danças Sinfónicas (1960, Sony)
- Rachmaninoff- Sinfonia n.º 2 (1973, RCA)
- Ravel - Concerto para Piano para a mão esquerda (com Robert Casadesus, 1947, Sony/Masterworks Heritage)
- Shostakovich - Sinfonia n.º 4 (1963, Sony)
- Shostakovich - Sinfonia n.º13 "Babi Yar" (com Tom Krause e o Mendelssohn Choir de Filadélfia, * 1970, RCA, CD disponível só no Japão)
- Shostakovich - Sinfonia n.º 14 (com Phyllis Curtin e  Simon Estes, 1971, RCA, CD available only in Japan)
- Shostakovich - Sinfonia n.º 15 (1972, RCA)
- Sibelius - Sinfonia n.º 4 (1954, Sony)
- Sibelius - Quatro Poemas Sinfónicos da Kalevala (ou Suite Lemminkäinen (1978, EMI)
- Richard Strauss - Ein Heldenleben (1960, Sony)
- Strauss - Don Quixote com Lorne Munroe (solista de violoncelo) e Carlton Cooley (solista de viola) (1961, Sony)
- Tchaikovsky - Concerto para Violino em Ré (com Itzhak Perlman, 1978, EMI)
- Tchaikovsky - Sinfonia n.º 4 (1963, Sony)
- Tchaikovsky - Sinfonia n.º 5, (1959, Sony)
- Tchaikovsky - Sinfonia n.º 6, "Pathetique" (1960, Sony)
- Tchaikovsky - O Quebra-Nozes (excertos), (1963, Sony)